# Pholetesor rhygoplitoides
Pholetesor rhygoplitoides är en stekelart som beskrevs av Whitfield 2006. Pholetesor rhygoplitoides ingår i släktet Pholetesor och familjen bracksteklar. Inga underarter finns listade i Catalogue of Life.